# 杨洪全
杨洪全，上海师范大学教授，主要从事光信号与植物激素信号互作的分子机制等方面的研究工作。入选中华人民共和国教育部第七批"长江学者"特聘教授，曾就读于四川农业大学。